# Vincennes (Indiana)
Vincennes – miasto w Stanach Zjednoczonych, w stanie Indiana, siedziba administracyjna hrabstwa Knox.